# Titila (vulcano)
Il Titila (in russo  Титила?) è un vulcano a scudo di tipo islandese situato nella parte centro-settentrionale della Kamčatka, in Russia, sul versante occidentale della Catena Centrale.

## Descrizione
Il Titila, posto a nord-ovest del lago Glubokoe e del vulcano Gornyj Institut, si trova a nord del Kėbenej. Ha un'altezza di 1523 m o 1556 m . 
Il vulcano iniziò a formarsi nel tardo Pleistocene. L'ultima eruzione è avvenuta circa 2 500 anni fa.